# God's Plan
《God's Plan》은 캐나다 래퍼 드레이크의 노래로, 2018년 1월에 발매되었다. 발매된 이후 한동안 영미를 포함한 세계 여러 국가들의 음악 차트에서 1위를 하는 등 큰 인기를 끌었으며, 빌보드 핫 100 차트에서 11주 동안 1위를 차지했다.